# Holmbystenen
Holmbystenen, med signum DR 328, är en vikingatida (efter-Jelling) runsten av sandsten som står vid Holmby kyrka i Holmby socken i Skåne.

## Stenen
Stenen upptäcktes 1650 vara inmurad i kyrkans sydvästra hörn. 1908 togs stenen ut ur muren och den restes utanför kyrkan. Förutom ett runband finns en skeppsbild inristad. Ristningen av själva skeppet är i dag mycket grund, på vissa ställen närmast obefintlig. Mittpartiet ovanför skeppet har dessutom stora vittringsskador varför det är omöjligt att avgöra om där även funnits mast och segel. Skeppet har i sina synliga detaljer, som domineras av ett par skarpa rammar i för- och akterstäv stora likheter med en dromond, ett romerskt krigsskepp, som även finns avbildat på Tullstorpstenen och Bösarp-småstyckena. Den från runor translittererade och översatta inskriften lyder enligt nedan:

## Inskriften
Translitterering av runraden:
: suin : risþi : stina ¶ + ¶ þesi : ef(t)iʀ : þurgiʀ : ¶ faþur : sin :
Normalisering till rundanska:
Swen resþi stena þæssi æftiʀ Þorgiʀ, faþur sin.
Översättning till nusvenska:
Sven reste dessa stenar efter Thorger, sin fader.